# (500059) 2011 UQ185
(500059) 2011 UQ185 es un asteroide perteneciente al cinturón de asteroides, descubierto el 25 de octubre de 2011 por el equipo del Pan-STARRS desde el Observatorio de Haleakala, Hawái, Estados Unidos.

## Designación y nombre
Designado provisionalmente como 2011 UQ185.

## Características orbitales
2011 UQ185 está situado a una distancia media del Sol de 3,198 ua, pudiendo alejarse hasta 3,567 ua y acercarse hasta 2,829 ua. Su excentricidad es 0,115 y la inclinación orbital 22,23 grados. Emplea 2089,06 días en completar una órbita alrededor del Sol.
Los próximos acercamientos a la órbita de Júpiter se producirán el 7 de octubre de 2043, el 2 de diciembre de 2054 y el 14 de mayo de 2154, entre otros.

## Características físicas
La magnitud absoluta de 2011 UQ185 es 15,6.